# Municipio de Divernon
El municipio de Divernon (en inglés: Divernon Township) es un municipio ubicado en el condado de Sangamon en el estado estadounidense de Illinois. En el año 2010 tenía una población de 1510 habitantes y una densidad poblacional de 21,37 personas por km².

## Geografía
El municipio de Divernon se encuentra ubicado en las coordenadas 39°34′7″N 89°39′38″O / 39.56861, -89.66056. Según la Oficina del Censo de los Estados Unidos, el municipio tiene una superficie total de 70.64 km², de la cual 70,56 km² corresponden a tierra firme y (0,12 %) 0,09 km² es agua.

## Demografía
Según el censo de 2010, había 1510 personas residiendo en el municipio de Divernon. La densidad de población era de 21,37 hab./km². De los 1510 habitantes, el municipio de Divernon estaba compuesto por el 97,95 % blancos, el 0,07 % eran afroamericanos, el 0,26 % eran amerindios, el 0,4 % eran asiáticos y el 1,32 % eran de una mezcla de razas. Del total de la población el 0,79 % eran hispanos o latinos de cualquier raza.